# Río Verde (Tungurahua)

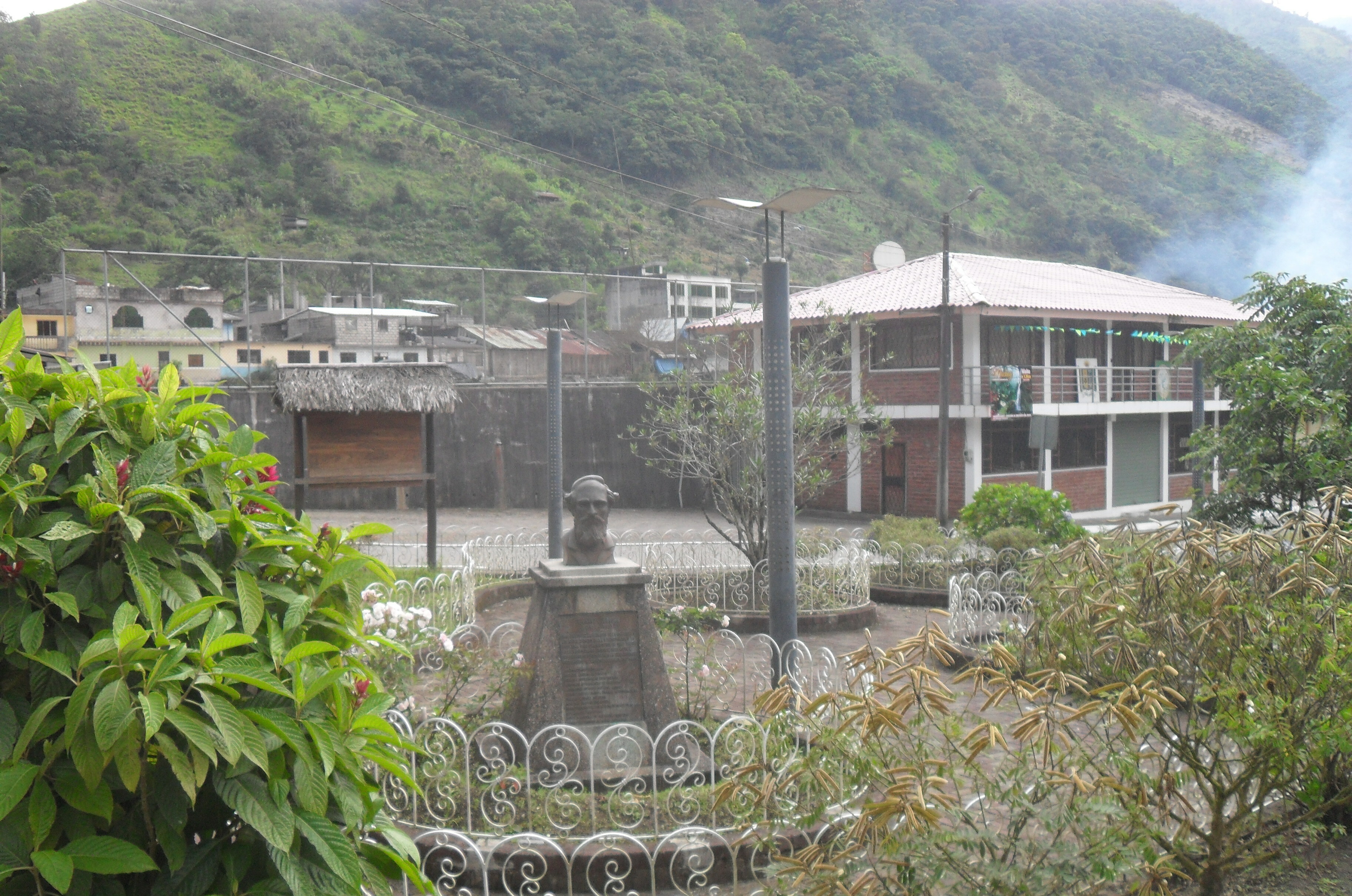
Río Verde

Río Verde (span. für „grüner Fluss“) ist eine Ortschaft und eine Parroquia rural („ländliches Kirchspiel“) im Kanton Baños de Agua Santa im Osten der ecuadorianischen Provinz Tungurahua. Die Parroquia besitzt eine Fläche von 246,6 km². Die Einwohnerzahl lag im Jahr 2010 bei 1307.

## Lage
Der Ort Río Verde befindet sich etwa 14 km östlich von Baños im Durchbruchstals des Río Pastaza auf einer Höhe von 1510 m. Der Río Pastaza durchschneidet die Andenkette der Cordillera Real. Der Rìo Verde, ein linker Nebenfluss des Río Pastaza, durchquert den Ort und speist im Anschluss den Wasserfall Pailón del Diablo, eine touristische Attraktion. Die Fernstraße E30 (Baños-Puyo) verläuft entlang dem Flusslauf des Río Pastaza. Die Parroquia liegt ostzentral im Kanton Baños de Agua Santa. Sie erstreckt sich über einen 7,5 km langen Talabschnitt. Die Längsausdehnung in SSW-NNO-Richtung beträgt 33,8 km. Im Norden umfasst die Parroquia das Einzugsgebiet des Río Verde, der südliche Teil der Parroquia wird hauptsächlich über den Río Chinchin Grande entwässert. Im äußersten Norden erhebt sich der 4506 m hohe Cerro Hermoso, im äußersten Süden erreichen die Berge sogar Höhen von über 5000 m. Der Norden der Parroquia gehört zum Nationalpark Llanganates, der äußerste Süden zum Nationalpark Sangay.
Die Parroquia Río Verde grenzt im Norden und im Osten an die Parroquia Río Negro, im Süden an den Kanton Palora der Provinz Morona Santiago, im Südwesten an den Kanton Penipe der Provinz Chimborazo, im Westen an die Parroquias Baños und Ulba sowie im Nordwesten an die Parroquias El Triunfo und Sucre des Kantons Patate.